# Frachtbörse
Eine Frachtbörse oder auch Frachtenbörse ist eine Börse für Transportdienstleistungen für Frachtgut. Gemeinsam ist allen Frachtenbörsen, dass Anbieter von Frachtgut auf Anbieter von Laderaum treffen. Die Vermittlung erfolgt bei einigen Frachtenbörsen über einen Auktionsprozess, bei anderen handeln die interessierten Parteien die Verträge außerhalb der Börse aus.

## Historie
Frachtenbörsen existieren in vielfältiger Art und Weise im Internet, sie entstammen diesem aber nicht grundlegend. Das Konzept der Frachtenbörse an sich wurde in einer Zeit begründet, als immer mehr Waren auf den Straßen transportiert werden mussten. In den 1970er Jahren hatte die deutsche Transportbranche Hochkonjunktur. Und obwohl immer mehr Speditionen in den Markt drängten, wuchs das Angebot an zu verbringender Ladung noch weitaus schneller. Dies führte bei vielen Speditionen dazu, dass feste Frachtverträge nicht eingehalten werden konnten, weil Fahrzeuge oder Fahrer einfach schon belegt waren.
An dieser Stelle entstanden die ersten Frachtvermittlungen. Die Vermittlung von Frachten erfolgte per Telefon. Eine Spedition, die eine zu verbringende Ladung nicht selbst transportieren konnte, gleichzeitig aber deren Verbringung sicherstellen musste, gab die Ladung z. B. telefonisch in die Frachtenbörse.
Andere Speditionen, welche z. B. eine leere Rückfahrt auf einer Tour hatten, fragten bei der Frachtenbörse nach entsprechender Ladung an, erhielten den Auftrag und erledigten den Transport. Auf diese Weise wurde freie Transportkapazität und Ladung zusammengebracht. Die vergebende Spedition konnte ihre Kontrakte einhalten, die transportierende Spedition ihre Leerfahrten optimieren.
Dieses Konzept wurde dann sehr schnell erweitert. Schnell kam auch das produzierende Gewerbe auf die Idee, Ladungen, die in keiner Regelmäßigkeit zu verbringen waren, direkt über eine Frachtenbörse auszuschreiben. Der Charakter der Frachtenbörsen änderte sich. Ab diesem Zeitpunkt ging es nicht mehr nur darum, Ladung für Leerfahrten zu finden; es begann ein Preiskampf, der dem Frachtanbieter den profitabelsten Preis versprach.

## Internetgestützte Frachtenbörsen
Mit der weiteren Verbreitung des Internets änderte sich der Markt noch einmal vollständig. Alteingesessene Anbieter begannen, ihr Angebot auch auf das Internet auszuweiten. Zudem entstanden neue Unternehmen, die zuvor nicht in der Transportbranche tätig waren, aber über das notwendige technische Know-how verfügten. So wurde im Jahr 1985 die erste elektronische Frachtenbörse mit dem Namen Teleroute gegründet. In den folgenden Jahren entstanden weitere, zum Teil sehr spezialisierte elektronische Börsen, die sich zum Beispiel ausschließlich mit der Vermittlung von Schüttgütern beschäftigen. Allein in den letzten zehn Jahren wurden im deutschen Sprachraum ca. 20 Internet-Frachtenbörsen an den Markt gebracht, welche heute für einen guten Teil des Frachtverkehrs auf europäischen Straßen verantwortlich sind. Das Konzept der Frachtenbörsen im Internet ist ähnlich, für die Spedition aber doch einfacher zu handhaben.
Dabei unterscheiden sich die Frachtenbörsen aber im Detail. Für die Teilnahme benötigt man in einigen Fällen spezielle Software, oft aber nur einen Browser. Einige Frachtenbörsen bieten neben der herkömmlichen Webversion auch eine mobile Applikation an. Einige Frachtenbörsen erheben eine monatliche Grundpauschale für die Nutzung, einige rechnen pro Transport ab, wieder andere sind für Frachtführer kostenlos.
Die Frachtbörsen spezialisieren sich üblicherweise auf eine Nische des Marktes: Manche Anbieter versteigern Containertransporte, andere Palettenware aus der Industrie, wiederum andere beschäftigen sich mit Umzügen und Kleintransporten. Es gibt zudem auch Frachtbörsen, die Privatpersonen offenstehen.
Ein wichtiger Aspekt bei Frachtenbörsen ist das Vertrauen zwischen den Teilnehmern, da Ladungsdiebstahl, Zahlungsverzug und die Missachtung einschlägiger Vorschriften (z. B. des in Deutschland geltenden Mindestlohns) keine Seltenheit sind. Einige Betreiber von Frachtenbörsen unterziehen deshalb neue Kunden einer eingehenden Überprüfung, andere garantieren die Zahlung der Transportdienstleistung oder bieten Inkasso-Dienste an.
Beispiele für die auf dem deutschen Markt tätigen Transportbörsen sind: Timocom, Teleroute und Clicktrans.

## Mitfahrgelegenheit für Pakete
Ein an die Frachtenbörse angelehntes Konzept ist die Mitfahrgelegenheit für Pakete, die auf dem gleichen Prinzip basiert wie die Mitfahrgelegenheit für Personen. Ziel ist die Kontaktvermittlung zwischen zwei Privatpersonen, von denen die eine einen Gegenstand (Pakete, Elektrogeräte, Möbelstücke etc.) versenden will, und die andere diesen Gegenstand im Rahmen einer bereits geplanten Reise mitnehmen möchte. Der Transport und die Lieferung eines Gegenstandes erlaubt dem Fahrer, seine Fahrt- und Benzinkosten zu reduzieren, indem er von dem Absender den Betrag ausbezahlt bekommt, der zwischen beiden Partnern als Aufwandsentschädigung vereinbart wurde. Der Versender kann die Portokosten reduzieren, indem er die Versandkosten selbst aushandelt. So können auch schwere oder sperrige Güter günstig versendet werden.
Darüber hinaus reduziert das Sammeln von Sendungen auf der Route als zusätzliche Ladung die sogenannten Leerfahrten, d. h. Fahrten eines leeren Lieferwagens. Jede fünfte Fahrt in Deutschland findet ohne Beladung statt und stößt unnötig CO2 aus. Dieses Ergebnis liegt nahe am EU-Durchschnitt.